# 上行寺東遺跡
上行寺東遺跡（じょうぎょうじひがしいせき）、あるいは上行寺東やぐら群遺跡（じょうぎょうじひがしやぐらぐんいせき）は、神奈川県横浜市金沢区六浦にある中世の遺跡。現在、金沢区洲崎町にある龍華寺の前身で、源頼朝が文治年間（1185 - 1190年）に六浦山中に創建した浄願寺の跡であるという説がある。

## 情報
1984年（昭和59年）にマンション建設の事前調査において発見された。
当該地はかつて鎌倉の外港的役目を果たしていた六浦湊を望む凝灰石の岩山にあり、やぐらと呼ばれる中世期独特の横穴式墳墓群44基と、頂上部には阿弥陀如来とみられる石窟仏を納めたやぐらと、岩山を削り柱穴をあけて建てた寺院跡とみられる遺構が発見された。ほかにも火葬人骨や板碑・五輪塔・宝篋印塔・陶磁器などおびただしい数の出土品が見つかった。
しかし、遺跡について書かれた文献が存在しないことなどを理由として、歴史学者や市民団体の反対に関わらず建設工事が強行され、遺跡は破壊されてマンションが建設された。この際、文化財保護条例が存在しないことを理由に積極的に動かなかった横浜市の対応にも批判が集まった（ただし工事前の記録保存（発掘調査）や、全国で初めて遺構の実寸大型取り復元を行うなど、一定の遺跡保護の取組みを行っている）。
現在は遺跡上段部の一部がガラス繊維補強セメント（GRC）製のレプリカとして隣接地に復元され（やぐらは現物）公開されている。